# Synthetonychia sinuosa
Synthetonychia sinuosa är en spindeldjursart som beskrevs av Forster 1954. Synthetonychia sinuosa ingår i släktet Synthetonychia och familjen Synthetonychidae. Inga underarter finns listade i Catalogue of Life.